# Pistols 'n' Petticoats

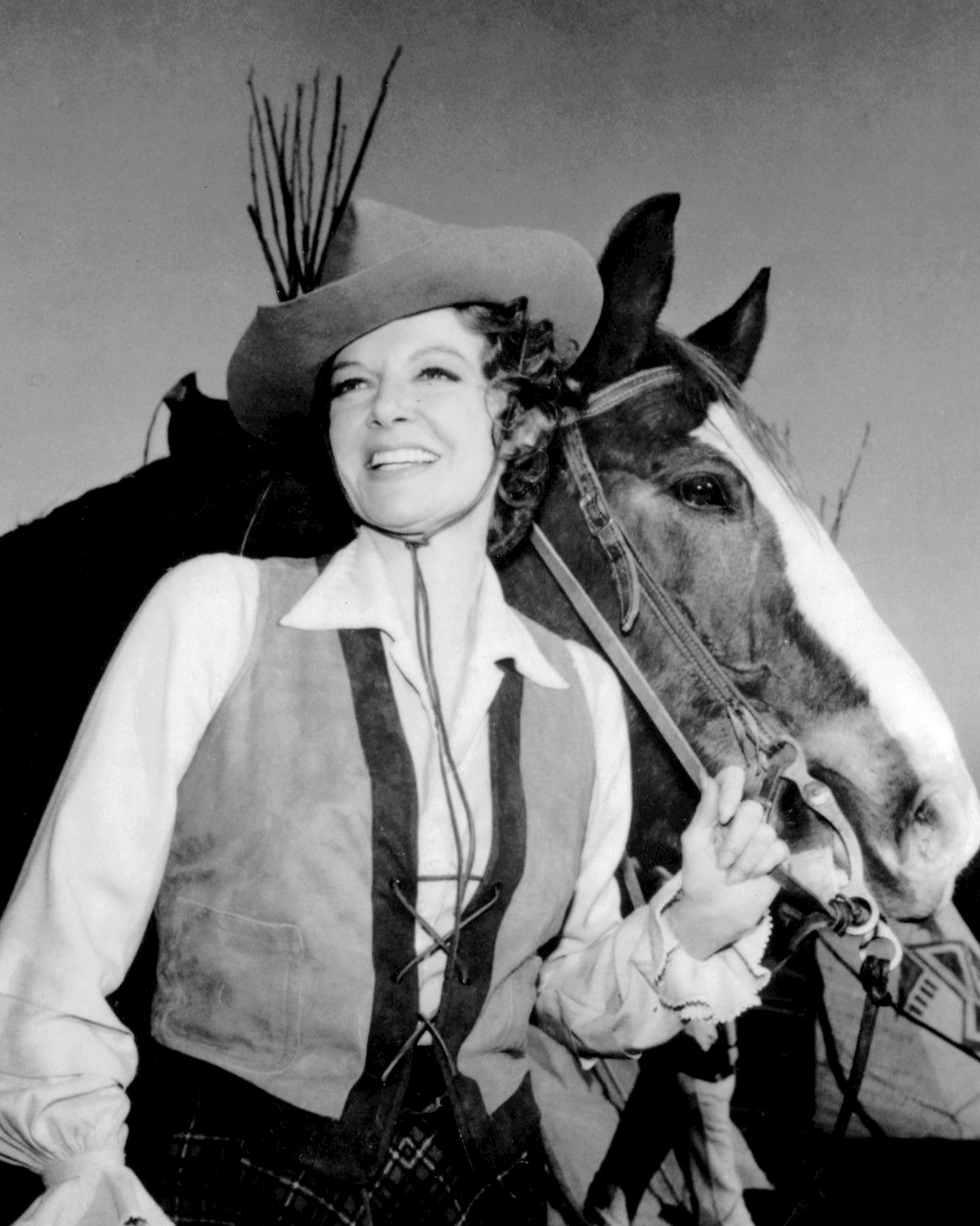
Ann Sheridan in Pistols 'n' Petticoats (1966)

Pistols 'n' Petticoats was een Amerikaanse western-sitcom uit 1966 met in de hoofdrol Ann Sheridan. 

## Achtergrond
De serie werd in Amerika uitgezonden door CBS van 17 september 1966 tot en met 11 maart 1967. Na een seizoen van 26 afleveringen en een onuitgezonden pilootaflevering werd de serie stopgezet. Dit was de laatste rol van hoofdrolspeelster Ann Sheridan, die tijdens de opnames al zwaar ziek was en op 21 januari 1967 op 51-jarige leeftijd overleed aan kanker. Ze speelde in 21 van de 26 afleveringen mee.
De serie werd in kleur gefilmd, wat in de herfst van 1966 de standaard werd voor alle primetime programma's op de Amerikaanse televisie.

## Verhaal
Het verhaal speelt zich af in het jaar 1870. In het fictieve stadje Wretched (Colorado) woont de familie Hanks, een clan van revolverhelden bestaande uit opa Andrew, zijn vrouw oma Effie, hun dochter de weduwe Henrietta, hun kleindochter Lucy en hun huisdier Bowser. Met "Petticoats" (een petticoat is een kledingstuk voor dames) werd naar de dames van de Hanks-clan verwezen.
De familie Hanks neemt het op tegen de bandieten die het uitgestrekte Wilde Westen teisteren, tot ongenoegen van sheriff Sikes die het niet leuk vindt dat de Hanks daardoor meer in de belangstelling staan dan hijzelf. De Hanks krijgen op hun beurt dan weer af te rekenen met hun rivaal Buss Courtney en met een nabijgelegen indianenstam onder leiding van opperhoofd Eagle Shadow.

## Rolverdeling
| Acteur          | Personage               |
| --------------- | ----------------------- |
| Ann Sheridan    | Henrietta Hanks         |
| Ruth McDevitt   | oma Effie Hanks         |
| Carole Wells    | Lucy Hanks              |
| Douglas Fowley  | opa Andrew Hanks        |
| Gary Vinson     | sheriff Harold Sikes    |
| Robert Lowery   | Buss Courtney           |
| Lon Chaney Jr.  | opperhoofd Eagle Shadow |
| Marc Cavell     | Grey Hawk               |
| Alex Henteloff  | Little Bear             |
| Jay Silverheels | Great Bear              |
| Eleanor Audley  | Mevr. Teaseley          |